# Treebeek
Treebeek (Limburgs: Treëbik) is de grootste wijk van Brunssum in de Nederlandse provincie Limburg. Het voormalige dorp valt sinds 1 januari 1982 - na een gemeentelijke herindeling - volledig onder de gemeente Brunssum. Hiervoor viel Treebeek gedeeltelijk onder de gemeenten Heerlen, Hoensbroek, Amstenrade en Brunssum. Er is een duidelijke scheiding tussen Treebeek en Brunssum, namelijk de weg richting Sittard, de N276.

## Staatsmijn Emma
In Treebeek heeft tot 1973 de Staatsmijn Emma gestaan, op de plek waar nu het Emmapark ligt en tevens een woonwijk gebouwd is. Ook ligt er een bedrijventerrein op de plek van de kolenmijn. Daar ligt ook de brandweerkazerne van Hoensbroek en Brunssum.
Aan het begin van de 20e eeuw lag in Treebeek een militair kamp. In 1914 werden hier Belgische soldaten geïnterneerd, die tewerkgesteld werden in de Limburgse kolenmijnen, waaronder de staatsmijn Emma. Dit kamp, ook bekend onder de naam Tuindorp, lag achter het mijnspoor ter hoogte van de Koolweg tussen de bruinkoolgroeve Carisborg en de bovengrondse gebouwen van de staatsmijn Emma. De huizen/barakken hebben er tot in de jaren zeventig gestaan. Na de Tweede Wereldoorlog is het een interneringskamp geweest voor mensen die in de oorlog collaboreerden met de Duitse bezettende macht.
De Staatsmijn Emma, en Treebeek, behoorden tot halverwege de jaren 70 van de 20e eeuw tot de gemeente Heerlen. Door de mijnindustrie was Heerlen in het begin van de 20e eeuw een 'boomtown'. Heerlen groeide van 5.000 inwoners in 1900 naar meer dan 32.000 inwoners in 1920. De groeiende bevolking werd gehuisvest in mijnwerkerskoloniën zoals Treebeek. Hiermee had Treebeek destijds de grootste arbeiderswijk van Nederland. De voormalige kolonie Treebeek-Haansberg, met ruim 600 woningen uit 1913-1918, naar ontwerp van Jan Leliman, is vanaf 22 januari 2009 onderdeel van Rijksbeschermd gezicht Mijnkoloniën Brunssum.

## Centrum van Treebeek
In het centrum van Treebeek staat het oude beambtencasino in de Uranusstraat, dat vroeger alleen maar was voor de ambtenaren van de mijn.
In het masterplan Brunssum van Jo Janssen Architecten is opgenomen dat het centrum van Treebeek wordt verbouwd. Een aantal appartementen zullen worden afgebroken en sinds augustus 2015 is er een nieuwe brede school waarin OJBS Treebeek en Basisschool Franciscus hun onderkomen hebben gevonden. De twee basisscholen aan de Koolweg worden op den duur afgebroken.
Doordat de eerste inwoners uit diverse regio's afkomstig waren, met verschillende religieuze achtergrond, werden er ook veel kerken gesticht. Er zijn nog steeds een aantal kerken in Treebeek:
- Rozenkranskerk (RK), een laat werk van F.P.J. Peutz gelegen aan de Komeetstraat;
- Sint-Barbarakerk (RK), naar ontwerp van A.J. Kropholler gelegen aan de Schildstraat. Bij de kerk staat het Sint-Barbarabeeld en de Onze-Lieve-Vrouw-van-Banneuxkapel.
- Baptistenkerk (Baptisten), aan de Trichterweg
- Pelgrimskerk (PKN), op de plaats van de vroegere Immanuelkerk (NH), aan de Horizonstraat
- Opstandingskerk (voorheen Kruiskerk, Nederlandse Gereformeerde kerk), aan de Ds. Boumastraat
- Gemeente Gods (voormalig badhuis, Evangelische gemeente), aan de Maanstraat
- Leger des Heils, aan de Horizonstraat

## Geboren in Treebeek
- Frits Dragstra (1927-2015), politicus (CPN);
- Pierre Vinken (1927-2011), uitgever (Elsevier);
- Riet de Wit (1948), echtgenote van parlementariër Jan de Wit en van 2002 tot 2014 wethouder in Heerlen.
- Toni Willé (1953), zangeres, waaronder de leadzangeres van Pussycat

Brunssum · Bouwberg · De Kling · Rumpen · Treebeek

Limburg: Steden en dorpen      Nederland: Provincies · Gemeenten